# Kapitel II der Charta der Vereinten Nationen

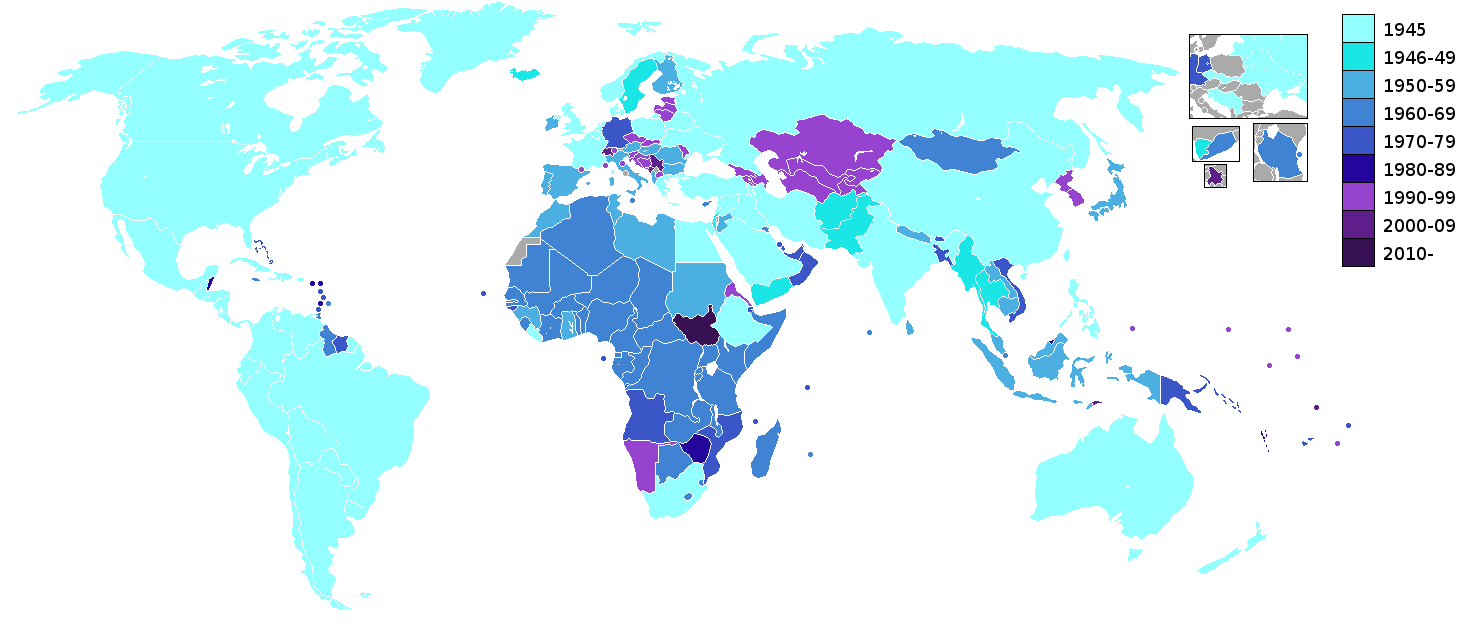
UN-Mitglieder nach Aufnahmedatum
Gründungsmitglieder
Gründungsmitglieder, die nicht mehr existieren o. Ä.
Ehemalige Mitglieder (Staaten, die nicht mehr existieren o. Ä.)

Das Kapitel II der Charta der Vereinten Nationen trägt den Titel „Mitgliedschaft“ (membership) und enthält die Artikel 3 bis 6 der Charta der Vereinten Nationen. 
Die Vereinten Nationen (UNO) regeln in diesen 4 Artikeln die Bedingungen und die Verfahren für die Aufnahme und den zeitweiligen bzw. endgültigen Ausschluss aus der UNO. Es gibt 51 Gründungsmitglieder. (Siehe auch Mitgliedstaaten der Vereinten Nationen.)

## Inhalt
Der Originaltext steht auf der Seite des Regionalen Informationszentrum der Vereinten Nationen für Westeuropa (UNRIC) in deutscher Sprache zur Verfügung.

### Artikel 3
Im Artikel 3 wird geregelt, welche Staaten als Gründungsmitglieder der UNO gelten. Dies sind alle Staaten, die an der Konferenz der Vereinten Nationen über eine Internationale Organisation in San Francisco teilgenommen haben oder zuvor die Erklärung der Vereinten Nationen vom 1. Januar 1942 unterzeichnet haben. Außerdem müssen sie die Charta nach Artikel 110 ratifizieren.

### Artikel 4
In diesem Artikel wird festgelegt, dass alle friedliebenden Staaten Mitglied der UNO werden können, die die Verpflichtungen aus der Charta übernehmen und nach Urteil der UNO auch fähig und willens dazu sind. Außerdem legt Artikel 4 fest, dass neue Mitglieder vom Sicherheitsrat empfohlen und per Beschluss der Generalversammlung aufgenommen werden müssen.

### Artikel 5
Artikel 5 regelt den zeitweiligen Ausschluss einzelner Mitglieder. Wenn der Sicherheitsrat gegen Mitglieder Zwangsmaßnahmen verhängt, kann die Generalversammlung auf Empfehlung des Sicherheitsrats die Rechte aus seiner Mitgliedschaft zeitweilig entziehen. Der Sicherheitsrat kann diese auch wieder zulassen. (Siehe auch Kapitel VII der Charta der Vereinten Nationen)

### Artikel 6
Die Generalversammlung kann nach Artikel 6, auf Empfehlung des Sicherheitsrates, einzelne Mitglieder, die beharrlich gegen die Charta verstoßen, aus der UNO ausschließen.